# Lyle, Lyle, Crocodile
Lyle, Lyle, Crocodile (bra: Lilo, Lilo, Crocodilo; prt: O Amigo Crocodilo) é um longa-metragem estadunidense de comédia musical lançado em 2022 que mistura o uso de live-action e animação digital, dirigido por Will Speck e Josh Gordon a partir de um roteiro de William Davies, baseado na história infantil homônima de Bernard Waber. O filme é estrelado por Shawn Mendes, Javier Bardem, Winslow Fegley e Constance Wu.
Lyle, Lyle, Crocodile foi lançado nos cinemas dos Estados Unidos em 7 de outubro de 2022, pela Sony Pictures Releasing.

## Sinopse
A história segue o personagem-título réptil que mora em uma casa na East 88th Street em Nova York. Lyle gosta de ajudar a família Primm nas tarefas diárias e brincar com as crianças da vizinhança, mas um vizinho insiste que Lyle pertence a um zoológico. O Sr. Grumps e sua gata, Loretta, não gostam de crocodilos, e Lyle tenta de tudo para revelar o herói, e amigo, por trás do grande sorriso de crocodilo.

## Elenco
- Shawn Mendes como Lilo
- Javier Bardem
- Winslow Fegley
- Constance Wu
- Lyric Hurd
- Brett Gelman
- Scoot McNairy

## Produção
Em 17 de maio de 2021, foi anunciado que estava em desenvolvimento na Columbia Pictures uma adaptação da história infantil Lyle, Lyle, Crocodile, com a dupla de cineastas Will Speck e Josh Gordon contratada para dirigir. As músicas do filme foram escritas e compostas por Benj Pasek e Justin Paul, que também foram produtores executivos, junto de Ari Afsar, Emily Gardner Xu Hall, Mark Sonnenblick, e Joriah Kwamé.

### Escalação do elenco
Em julho de 2021, Javier Bardem e Winslow Fegley se juntaram ao elenco. Em setembro de 2021, Constance Wu foi escalada e as filmagens começaram no estado da Geórgia. Entre outubro e dezembro de 2021, Lyric Hurd, Brett Gelman e Scoot McNairy foram adicionados ao elenco. Em fevereiro de 2022, Shawn Mendes foi anunciado como a voz de Lyle.

## Lançamento
Lyle, Lyle, Crocodile foi lançado nos cinemas dos Estados Unidos em 7 de outubro de 2022, pela Sony Pictures Releasing. O filme estava originalmente agendado para ser lançado em 22 de julho de 2022, mas em setembro de 2021, o filme foi adiado para 18 de novembro de 2022. Em abril de 2022, o lançamento foi antecipado para 7 de outubro, assumindo a data de lançamento de Spider-Man: Across the Spider-Verse (Part One).
Em Portugal e no Brasil, o filme foi lançado em 27 de outubro de 2022 e 2 de novembro de 2022, respectivamente.